# Sphaerophoria cleoae
Sphaerophoria cleoae är en tvåvingeart som beskrevs av Metcalf 1917. Sphaerophoria cleoae ingår i släktet sländblomflugor, och familjen blomflugor. Inga underarter finns listade i Catalogue of Life.